# The Promise of a New Day
《The Promise of a New Day》是美國女歌手寶拉·阿巴杜在1991年7月發行的單曲，這首單曲曾獲得告示牌流行榜一週冠軍，它也是寶拉·阿巴杜第六首全美冠軍單曲。

## 資料

### 歌曲簡介
〈The Promise of a New Day〉是從寶拉·阿巴杜第二張個人專輯《意亂情迷》（英語：Spellbound）推出的第二首單曲，上一首單曲是〈Rush Rush〉（5週冠軍）。〈The Promise of a New Day〉是一首旋律討好節奏輕快的流行舞曲，曲風融合了踢踏、現代、爵士和街頭等多種元素，歌詞則是描寫有關於環保的議題，當中寫到一段印地安人的諺語：“When the forest dies, we all die, Leave the jungle alone. (當叢林消失，我們也活不下去，不要去干擾森林)”，〈The Promise of a New Day〉可算是一首發人深省的歌曲。

### 音樂影片
〈The Promise of a New Day〉的音樂影片特地選在景色優美的夏威夷拍攝，男女舞群圍繞寶拉·阿巴杜在森林、農田、瀑布、海邊和湖泊間勁舞，入鏡的大自然景色美不勝收，搭配上寶拉·阿巴杜和身材健美舞群們精湛的舞姿，結合成一幕幕唯美的畫面。

### 商業成績
〈The Promise of a New Day〉在1991年7月20日進入單曲榜，首週成績為第40名，〈Rush Rush〉當週成績剛由冠軍退位佔列第2名，在經過兩個月時間之後，1991年9月14日〈The Promise of a New Day〉擊敗布萊恩·亞當斯7週冠軍的〈(Everything I Do) I Do It for You〉登上單曲榜冠軍，當週〈Rush Rush〉正名列第100名，寶拉·阿巴杜締造第6首美國冠軍曲。〈The Promise of a New Day〉在榜內一共待了16週，它在1991年告示牌年終百大單曲排名第41名。
〈The Promise of a New Day〉在英國單曲榜成績為第52名。